# 筋肉☆太郎
筋肉☆太郎（きんにく たろう）は、日本の漫画家、同人作家。

## 経歴
デビュー作『スマイル・スタイル』が『まんがタイムきらら』（芳文社）2011年1月号から3月号までのゲスト掲載を経て、同年4月号から2014年1月号まで連載された。
2017年10月からは、『飛野さんのバカ』が『GANMA!』（コミックスマート）にて連載中。

## 人物
過去には、サークル「3秒スマイル!」にて活動していた。
カツラを被っているマッチョな人物のイラストを著者近影にしている。

## 作品

### 連載
- スマイル・スタイル（『まんがタイムきらら』〈芳文社〉 ゲスト : 2011年1月号 - 3月号、連載 : 2011年4月号 - 2014年1月号、全3巻）
- 飛野さんのバカ（『GANMA!』〈コミックスマート[注 1]〉 2017年10月30日 - 連載中）